# Erbschaftsteuer in Litauen
In Litauen unterliegen Erwerbe von Todes wegen einer Erbschaftsteuer, indessen kennt das litauische Recht keine Schenkungsteuer. Erwerbe aufgrund unentgeltlicher Verfügungen unter Lebenden werden jedoch bei der Einkommensteuer veranlagt.

## Gesetzliche Grundlage
Erbschaftsteuer wird aufgrund eines Gesetzes vom 10. Dezember 2002 erhoben. Die Steuer fließt den Gemeinden zu und zwar grundsätzlich dort, wo sich Teile des Nachlasses befinden. Soweit es Nachlassgegenstände im Ausland gibt, erhält die Steuer die Gemeinde, in der der Erbe seinen allgemeinen Wohnsitz hat (Art. 10 ErbschStG).

## Persönliche Steuerpflicht
Steuerschuldner können nur natürliche Personen sein. Residenten unterliegen mit dem gesamten ererbten Nachlass einschließlich etwaiger Teile im Ausland der Steuer, Nichtresidenten nur mit in Litauen gelegenen Grundstücken sowie solchen Gegenständen, die in Litauen registriert sind. Die Eigenschaft des Residenten bestimmt sich nach dem Einkommensteuergesetz (Art. 2 Nr. 2 ErbschStG). Danach ist grundsätzlich Resident, wer seinen Lebensmittelpunkt in Litauen hat oder sich mehr als 183 Tage im Jahr aufhält, nicht jedoch bei Ausländern, soweit sich die Residenteneigenschaft nur aus einer Aufenthaltsfrist herleitet, wenn der Aufenthalt ausschließlich privaten Zwecken dient.

## Nachlass, Steuersätze und Befreiungen
Maßgeblich ist der Verkehrswert, der anhand einer amtlichen Berechnungsverordnung vom Steueramt festgestellt wird. Von dem ermittelten Marktwert werden 30 % abgezogen. Von dem so ermittelten Wert wird die Steuer erhoben:
- bis 500.000 Litas (ca. 144.800 Euro): 5 %
- darüber: 10 %

Jeder hat einen Freibetrag in Höhe von 10.000 Litas (ca. 2.900 Euro).
Von der Zahlung der Erbschaftsteuer gänzlich befreit sind folgende Verwandte (Art. 7 Abs. 1 ErbschStG):
- Ehegatten
- leibliche und adoptierte Kinder
- Eltern und Adoptiveltern
- Pflegeeltern und Pflegekinder
- Großeltern und Enkel
- Geschwister

## Verfahren und Anrechnung ausländischer Steuer
Die Steuererklärung muss mit allen zur Berechnung des Vermögenswertes erforderlichen Unterlagen spätestens bis zum 30. März eines jeden Jahres bei dem örtlichen Steuerbeamten am Ort des Wohnsitzes des Erben eingereicht werden, der die Steuer berechnet und hierüber eine Bescheinigung ausstellt. Erst nachdem diese Steuer bezahlt wurde, kann ein Erbschein ausgestellt werden. Die Zahlung der Steuer kann von der zuständigen Gemeinde bis zu einem Jahr gestundet, auch ganz oder teilweise erlassen werden (Art. 7 Abs. 2 und 3 ErbschStG).
Soweit in Litauen Erbschaftsteuern für im Ausland befindliche Nachlassteile gezahlt werden müssen, werden diese auf die litauische Steuer angerechnet. Dies setzt voraus, dass das Land, in dem diese Steuer anfällt, in einer vom Finanzministerium hierzu gesondert geführten und bekanntgemachten Liste enthalten ist (Art. 9 Abs. 1 ErbschStG).

## Schenkungsteuer
Schenkungsteuer kennt das litauische Steuerrecht nicht. Unentgeltliche Zuwendungen unter Lebenden können aber bei den Empfängern als Einkommen mit dem niedrigeren Steuersatz von 15 % (2009) versteuert werden (Art. 6 Nr. 9 EinkommenStG). Schenkungen an Ehegatten, leibliche- und Adoptivkinder, Eltern und Adoptiveltern sowie Großeltern sind einkommensteuerfrei. Andere haben bei Schenkungen einen Einkommensteuerfreibetrag in Höhe des 24-fachen des monatlichen Einkommensteuergrundfreibetrag von 320 Litas (7.680 Litas, etwa 2.225 Euro).